# Arthroleptides yakusini
Arthroleptides yakusini (лат.) — вид бесхвостых земноводных семейства Petropedetidae. 
Обитает только в Танзании, где встречается в горах Улугуру, Удзунгва, Нгуру и Махенге, однако иногда считается, что в горах Нгуру обитает ещё неописанный вид. A. yakusini обитает у скалистых ручьёв в горных лесах. Вне сезона размножения взрослых особей можно найти на лесной подстилке, в норах на земле и в расщелинах скал. Вид находится под угрозой вымирания из-за вырубки лесов и уничтожения среды обитания. Икра откладывается на скалы, по которым стекает вода, вблизи бурных ручьев и водопадов. Головастики остаются на камнях, развиваясь вне воды. 